# Untersteinach
Untersteinach là một đô thị thuộc huyện Kulmbach bang Bayern nước Đức